# فرد فاکس
فرد فاکس (انگلیسی: Fred Foxall; ۲ آوریل ۱۸۹۸ – ۱۷ ژوئن ۱۹۲۶) بازیکن فوتبال اهل پادشاهی متحد بریتانیای کبیر و ایرلند بود.
از باشگاه‌هایی که در آن بازی کرده‌است می‌توان به باشگاه فوتبال واتفورد، باشگاه فوتبال استون ویلا، باشگاه فوتبال ساوت‌همپتون، و باشگاه فوتبال بیرمنگام سیتی اشاره کرد.